# 黑森-卡塞爾的烏爾里克

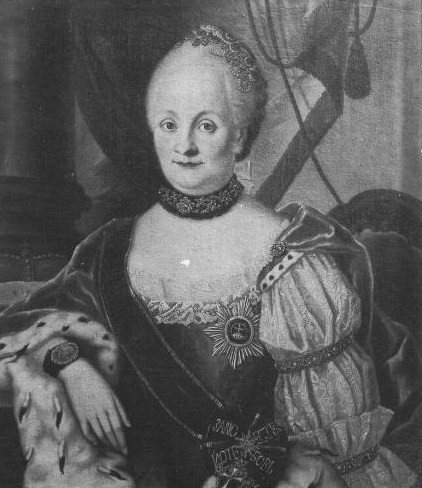
黑森-卡塞爾的烏爾里克

黑森-卡塞爾的烏爾里克（德語：Ulrike von Hessen-Kassel，1722年10月31日—1787年2月28日），歐登堡公爵夫人，黑森-卡塞爾的馬克西米利安與弗蕾德里克·夏洛特的女兒。

## 家庭
1752年，烏爾里克與歐登堡的腓特烈·奧古斯特結婚，兩人共有1子2女：
1. 彼得·腓特烈·威廉（1754年—1823年）
2. 路易絲（1756年—1759年），夭折
3. 海德薇希·伊莉莎白·夏洛特（1759年—1818年）